# Monique Gabriela Curnen
Monique Gabriela Curnen (nacida el 7 de septiembre de 1970) es una actriz estadounidense.

## Primeros años y educación
Curnen nació el 7 de septiembre de 1970. Su madre es de Puerto Rico y su padre es de ascendencia alemana e irlandesa. Creció en Framingham, Massachusetts y fue al Williams College, donde se concentró en otros estudios. Después de la universidad, pasó un año (1992-1993) como pasante de tiempo completo en Unity House, el Centro Cultural de Minorías, en Connecticut College en New London. Luego se mudó a Nueva York y comenzó a tomar clases de actuación y a asistir a audiciones.

## Carrera
Curnen ha aparecido en varias películas, incluidas Bollywood Calling (2001), Half Nelson (2006) y The Dark Knight (2008), en la que interpretó a la corrupta detective de policía Anna Ramirez. También interpretó en un cameo a la colega del personaje de Paul Walker, Brian O'Connor, en Fast & Furious (2009).
También ha aparecido en numerosas series de televisión, incluidas Dexter (en los episodios de la temporada 1 "Let's Give the Boy a Hand" y "Love American Style"), House M. D. (en el episodio "House Training", 2007) y Law & Order: Special Victims Unit (en el episodio "Quickie", 2010). Interpretó a la detective Allison Beaumont en la serie dramática procesal policial de 2009 The Unusuals. Ha aparecido en la serie de televisión Sons of Anarchy, interpretando a Amelia Dominguez. Apareció en el final de la temporada 2 de Lie to Me ("Black and White", 2010) como la detective Sharon Wallowski, a quien continuó interpretando en la temporada 3 en un papel recurrente importante. Apareció en un episodio de 2014 de la serie de televisión Person of Interest como Capitana Moreno, y dos episodios de la temporada 4 de la serie de televisión Elementary como la detective Gina Cortes y luego en The Mentalist como Tamsin Wade en la quinta temporada. Curnen se unió al elenco principal de la última temporada (2019-20) de la serie de televisión Power de Starz, interpretando a la detective Blanca Rodríguez.

## Filmografía

### Películas
| Año  | Título                      | Papel                  |
| ---- | --------------------------- | ---------------------- |
| 2001 | Bollywood Calling           | Isabel                 |
| 2004 | María, llena eres de gracia | Recepcionista          |
| 2006 | Half Nelson                 | Isabel Redding         |
| 2008 | The Dark Knight             | Detective Anna Ramirez |
| 2008 | Life in Flight              | Janey                  |
| 2008 | Bernard and Doris           | Paloma                 |
| 2009 | Fast & Furious              | Agente del FBI         |
| 2011 | Contagio                    | Lorraine Vasquez       |
| 2011 | El buen doctor              | Enfermera Maryanne     |
| 2011 | The Truth About Angels      | Anna Scelta            |
| 2023 | Birth/Rebirth               | Rita                   |

### Televisión
| Año        | Título                                     | Papel                       | Notas                                                                         |
| ---------- | ------------------------------------------ | --------------------------- | ----------------------------------------------------------------------------- |
| 2006       | Shark                                      | Claudia Reyes               | Episodio: "Fashion Police"                                                    |
| 2006       | Dexter                                     | Yelina                      | Episodios: "Let's Give the Boy a Hand", "Love American Style"                 |
| 2007       | House M.D.                                 | Lupe                        | Episodio: "House Training"                                                    |
| 2009       | The Unusuals                               | Detective Allison Beaumont  | Protagonista                                                                  |
| 2010       | Sons of Anarchy                            | Amelia Dominguez            | 3 episodios                                                                   |
| 2010       | Law & Order: Special Victims Unit          |                             | Episodio: "Quickie"                                                           |
| 2010–2011  | Lie to Me                                  | Detective Sharon Wallowski  | Recurrente, temporadas 2–3.                                                   |
| 2012       | El mentalista                              | Tamsin Wade                 | Quinta temporada                                                              |
| 2013       | Longmire                                   | Amaya Vyas                  | Episodio: "Death Came In Like Thunder"                                        |
| 2014       | Revenge                                    | Detective Reyes             | Execution                                                                     |
| 2014       | Person of Interest                         | Capitana de distrito Moreno | Wingman                                                                       |
| 2015       | Elementary                                 | Detective Gina Cortes       | 2 episodios                                                                   |
| 2017       | Taken                                      | Vlasik                      |                                                                               |
| 2018–2020  | Power                                      | Blanca Rodriguez            |                                                                               |
| 2019       | God Friended Me                            | Oficial Sarah Matthews      | Episodio "From Paris With Love"                                               |
| 2020       | Lincoln Rhyme: Hunt for the Bone Collector | Linda Vaughn                | Episodio: 'Requiem'                                                           |
| 2020       | Away                                       | Melissa Ramirez             | Recurrente, 8 episodios                                                       |
| 2020, 2022 | Power Book II: Ghost                       | Blanca Rodriguez            | Recurrente (temporada 1), Invitada (temporada 2), Protagonista (temporada 3). |
| 2022       | Power Book IV: Force                       | Blanca Rodriguez            | Episodio: "Family Business"                                                   |

### Videojuegos
| Año  | Título                    | Papel | Notas                          |
| ---- | ------------------------- | ----- | ------------------------------ |
| 2005 | True Crime: New York City |       | Acreditada como Monique Curnen |